# Epilampra bivittata
Epilampra bivittata är en kackerlacksart som beskrevs av Henri Saussure 1864. Epilampra bivittata ingår i släktet Epilampra och familjen jättekackerlackor. Inga underarter finns listade i Catalogue of Life.